# Cóc núi Gerti
Cóc núi Gerti (danh pháp: Ophryophryne gerti) là một loài lưỡng cư thuộc họ Megophryidae. Loài này có ở Lào và Việt Nam.
Môi trường sống tự nhiên của chúng là rừng ẩm vùng đất thấp nhiệt đới hoặc cận nhiệt đới và sông ngòi. Chúng hiện đang bị đe dọa vì mất môi trường sống.